# 화의군
화의군 이영(和義君 李瓔, 1425년 10월 25일(9월 5일) ~ 1460년 3월 13일(2월 21일)은 조선 전기의 왕자로, 세종(世宗)의 6남이자 서장자이다. 어머니는 영빈 강씨(令嬪 姜氏)이다.

## 개요
세종의 여섯째 아들이자 서장자이며, 계유정난 당시 수양대군(세조)에 맞선 육종영 중 한 사람이다. 금성대군, 혜빈 양씨 등과 함께 훈신들의 공격을 받고 단종 복위 운동에 가담했다는 이유로 수차례 탄핵되어 유배되었다.
이후 노비와 전답을 비롯해 모든 재산을 몰수당하고 어머니 영빈(令嬪) 등과 익산에 유배되었으며, 음력 1460년 2월 21일 사약을 받아 고장(시체를 짚이나 거적에 싸서 장사를 지냄. 또는 그 장사)하였다고 왕실 족보인 선원속보에 기록되어 있다. 이후 종친으로의 모든 지위를 박탈당하고 자녀들도 천민으로 강등되었는데, 자녀들은 성종대에 면천되고 종친의 지위는 중종대에 복권되었다.

## 생애

### 출생과 왕자 시절
1425년(세종 7년) 9월 5일, 세종(世宗)과 당시 궁인이었던 강씨(姜氏, 영빈 강씨)의 아들로 태어났다.
1433년(세종 15년) 1월에 화의군(和義君)에 봉해지고, 1436년(세종 18년) 성균관에 입학하였다. 같은해 10월 8일 사헌부 감찰 박중손의 딸과 가례를 올렸다.
1441년(세종 23년) 8월에는 이복형 임영대군과 공모하여 민간 여인에게 남복을 입혀 궁내로 들이려다가 수문장에게 발각되어 직첩과 과전을 몰수당하였다.
1447년(세종 29년) 7월 복권되었으나, 부인 밀양 박씨의 큰아버지 박대손(朴大孫)의 노비 출신 첩을 빼앗은데 이어 1449년(세종 31년) 조관의 기첩을 빼앗은 사건으로 다시 직첩이 몰수되었다. 이듬 해에 문종이 즉위하면서 다시 복권되었다.
1451년(문종 1년) 2월, 세종의 소상이 끝나자 종신들을 학당에 보내라는 문종의 명으로 학당에 보내졌다. 1454년(단종 2년), 효령대군, 수양대군, 임영대군, 계양군 등과 단종 비 송씨(정순왕후)를 간택하는데 참석하였다.
1455년(단종 3년) 금성대군의 집에 모여 활쏘기 시합을 벌인 일이 훈신들의 눈에 띄면서 이때 이복동생 평원대군의 첩 초요갱과 몰래 간통한 사건이 발각되면서 또다시 고신을 몰수당하고 경기도에 부처되었다가 곧 방면되었다. 초요경은 계양군과도 사통하였다 하여 계양군은 세조의 추궁을 받게된다.

### 유배 생활
같은 해 세조가 즉위하면서 계양군과 영천위 윤사로 등의 탄핵을 받기 시작하면서, 이후 대간으로부터 금성대군, 혜빈 양씨 등과 결탁해 국가의 기틀을 어지럽혔다는 탄핵을 받고 외방에 부처되었다.
그 뒤 사육신의 거사가 발각되면서 세조가 그를 시험할 요량으로 불러들여 사육신의 처리 문제를 묻는다. 사육신 등의 왕위 복위 거사가 일어났을 때 세조가 화의군에게 묻기를 “성삼문을 파직 처리함이 옳지 않으냐.”는 물음에 화의군은 묵묵부답함으로써 전라도 금산(錦山)에 어머니 강씨와 함께 유배되었다.
1456년(세조 2년) 사면되었지만, 그 해 상왕(단종) 복위사건에 가담해 가산을 적몰당하고 고신을 회수당한 뒤 전라도 금산에 안치되었다. 1457년(세조 3년) 세조는 금산부사에게 유시하여 화의군의 감시를 허술하게 하면 죄를 줄것이고 감사(監司)도 또한 죄를 면하기 어려울 것이니 다시 금방을 엄하게 더하라고 하였다.
양녕대군 등이 세조에게 화의군을 처형할 것을 여러 차례 청했으나 세조는 따르지 않았다.
순흥에 유배되어 있던 금성대군이 순흥부사 이보흠 등과 단종복위운동을 도모했다가 정보를 입수한 관노의 밀고로 사사되고, 영월에 방출된 단종이 교살되자 이에 연루되어 익산에 유배되었다.

### 사망
'1489년(성종 20년) 화의군이 자신의 서자를 종적에 편입시켜줄 것을 호소하였다.' 라는 성종실록의 내용을 근거로 사망 시기를 1489년 이후로 추정하는 이도 있으나 이 부분은 화의군 아들의 상소를 성종에게 전하는 과정에서 그 주체가 화의군으로 변경되었을 가능성이 있고 왕실 족보인 선원록(선원속보)에는 갑진(1460년) 2월 21일 수 고명(사약을 받다) 고장 익산(익산에 장사 지냈다)이라 기록되어 있어 후손들은 이날 서울시 기념물 화의군 이영 묘역에서 매년 제사를 모시고 있다.  

### 사후
《선원록》에서 이름이 삭제되었다가 이후 이름만 오르고 관작이 삭제되었던 것을 1518년(중종 13년) 손자 윤(綸)의 요청으로 관작이 추복되고 자손도 종친록에 추록되었다. 품행은 문란했지만 절의가 있었고, 초서와 예서에 능하였다.
1791년(정조 15년) 장릉(莊陵)에 배식단(配食壇)을 구축하면서 단종조의 충절이 인정되어 정단(正壇)에 배식되었으며, 이때 정조는 어제문을 내려 화의군의 신주(神主)를 불천위(不遷位)로 하여 후손들이 제사 모시도록 하였으며, 이후 순조는 화의군의 충절을 본 받도록 묘소 앞에 정려문(홍살문)을 내렸다.

## 묘역
- 화의군 이영 묘역 : 서울특별시의 기념물 제24호

## 가족
화의군이 여자 노비 3명과의 사이에서 낳은 건리동, 수달, 팽수 등의 서자들과 서손들은 1489년(성종 20년) 5월, 성종의 특명으로 노비 신분에서 면천되었다.
- 아버지 : 세종(世宗, 1397 ~ 1450)
- 어머니 : 영빈 강씨(令嬪 姜氏, ? ~ 1483)
  - 부인 : 군부인 밀양 박씨(郡夫人 密陽朴氏) - 참판(參判) 증찬성(贈贊成) 박중손(朴仲孫)의 딸
    - 장남 : 여흥군(驪興君) 이원(李轅, ? ~ ?년 11월 10일)
    - 며느리 : 보성 노씨 - 노문손(盧文孫)의 딸
      - 손자 : 재양군(載陽君) 이급(李級)
      - 손녀 : 박량(朴良)의 처

    - 며느리 : 금산 이씨 - 참봉(㕘奉) 이득형(李得亨)의 딸
      - 손자 : 대곡부령(大谷副令) 이신(李紳)
      - 손자 : 회인부령(懷仁副令) 이수(李綬, 1480 ~ 1543)
      - 손녀 : 김윤례(金允禮)의 처

    - 차남 : 여성군(驪城君) 이번(李轓, 1451 ~ ?)
    - 며느리 : 개성 송씨 - 판관(判書) 송세련(宋世連)의 딸
      - 손자 : 평성부령(枰城副令) 이집(李緝, 1484 ~ ?년 9월 15일)
      - 손자 : 풍무부령(風茂副令) 이륜(李綸)

    - 3남 : 금란수(金蘭守) 이식(李軾, 1455 ~ 1512년 5월 21일)
    - 며느리 : 개성 고씨 - 고민(高敏)의 딸
      - 손자 : 흥안부수(興安副守) 이릉(李綾)
      - 손자 : 환주부수(還珠副守) 이문(李紋)
      - 손자 : 평천부수(平川副守) 이기(李綺)
      - 손자 : 연천부수(漣川副守) 이사(李紗)

| - - 첩부인 : 아난(阿難) - 서자 : 이건리동(李件理同) - 서자부 : 명가(命加) - 금산(錦山)의 관비 출신 - 서손녀 : 진금(眞金) - 서손녀 : 유금(有金) | - - 첩부인 : 내은금(內隱今) - 서자 : 이수달(李修撻) - 서자부 : 제석(弟石), 봉상시(奉常寺)의 여종 - 서손자 : 이억년(李億年) - 서손자 : 이억만(李億萬) |

| - - 첩부인 : 감지(甘之, 금산(錦山)의 관비(官婢) 출신) - 서자 : 이팽수(李彭守) | - - 첩부인 : 이름 미상 - 서자 : 이름 미상 |

## 같이 보기
| - 세종 - 단종 - 세조 - 단종 복위 운동 - 계유정난 | - 사육신 - 육종영 - 안평대군 - 금성대군 - 혜빈 양씨 |